# Alexander Aharonov
Alexander Aharonov, eigentlich Aleksandr Laschynskyj-Aaronow (ukrainisch Александр Лашинский-Ааронов, wiss. Transliteration Aleksandr Lašynskyj-Aaronov; * 11. September 1992 in Saporischschja, Ukraine) ist ein ehemaliger israelischer Eishockeytorwart und heutiger -trainer.

## Karriere

### Club
Alexander Aharonov begann seine Karriere als Eishockeyspieler beim HC Bat Yam. 2011 wechselte er auf Leihbasis von der Mittelmeerküste in die nördlichste Ortschaft Israels zu den Maccabi Metulla Eggenbreggers. Mit seiner neuen Mannschaft gewann er 2012 den israelischen Meistertitel, spielte anschließend mit Maccabi im IIHF Continental Cup 2012/13 und kehrte anschließend, nach Ende der Leihe, zum HC Bat Yam zurück. 2014 schloss er sich den Dragons Nes Ziona an.

### Nationalmannschaft
Aharonov stand für Israel erstmals bei der Division III der U-18-Weltmeisterschaft 2010 auf dem Eis. Im Kader der Herren-Nationalmannschaft stand er erstmals bei der Olympiaqualifikation für die Spiele in Sotschi 2014, wo es bei der Vorqualifikation im September 2012 in Zagreb nach Niederlagen gegen Serbien, Kroatien und Mexiko allerdings nur zum letzten Platz langte. Trotz des rechnerischen Schnitts von 18,1 Gegentoren pro Spiel wurde er auch für die Weltmeisterschaft 2013 nominiert. Er stand dort jedoch im Schatten von Stammtorhüter Avihu Sorotzky, der sämtliche fünf Spiele absolvierte und als bester Torhüter des Turniers der Gruppe B der Division II ausgezeichnet wurde.

### Trainertätigkeit
2016 war Aharonov als Assistenztrainer beim HC Bat Yam tätig. Bei der U20-Weltmeisterschaft der Division III 2018 war er Assistenztrainer des israelischen Nachwuchses.

## Erfolge und Auszeichnungen
- 2012 Israelischer Meister mit den Maccabi Metulla Eggenbreggers
- 2013 Aufstieg in die Division II, Gruppe A, bei der Weltmeisterschaft der Division II, Gruppe B
- 2018 Aufstieg in die Division II, Gruppe B, bei der U20-Weltmeisterschaft der Division III (als Co-Trainer)